# Токовский сельский совет (Апостоловский район)
Токовский сельский совет (укр. Токівська сільська рада) — входит в состав Апостоловского района
Днепропетровской области Украины.
Административный центр сельского совета находится в пос. Токовское.

## Населённые пункты совета
- пос. Токовское
- пос. Ток
- пос. Червоный Запорожец
- с. Червоный Ток